# The Bad-Ass Librarians of Timbuktu
The Bad-Ass Librarians of Timbuktu And Their Race to Save the World’s Most Precious Manuscripts, de Joshua Hammer
, é um livro parte histórico da região de Tombuctu, parte a história da aventura de um escolar, Abdel Kader Haidara, e parte um estudo jornalístico sobre os voláteis ensinamentos religiosos e políticas da região de Magrebe. O livro nos fala sobre Tombuctu, um lugar onde os estudiosos negros africanos se reuniram uma vez para discutir pontos sofisticados de jurisprudência e filosofia. Poetas agrupam seus versos. Os artesãos criaram belos manuscritos, trabalhos originais, bem como cópias de volumes de tempos e lugares distantes.